# یلا
یِلّا (انگلیسی: Yella) فیلمی در ژانر درام و رمانتیک است که در سال ۲۰۰۷ منتشر شد. از بازیگران آن می‌توان به نینا هوس اشاره کرد.